# Nouvelles Galeries

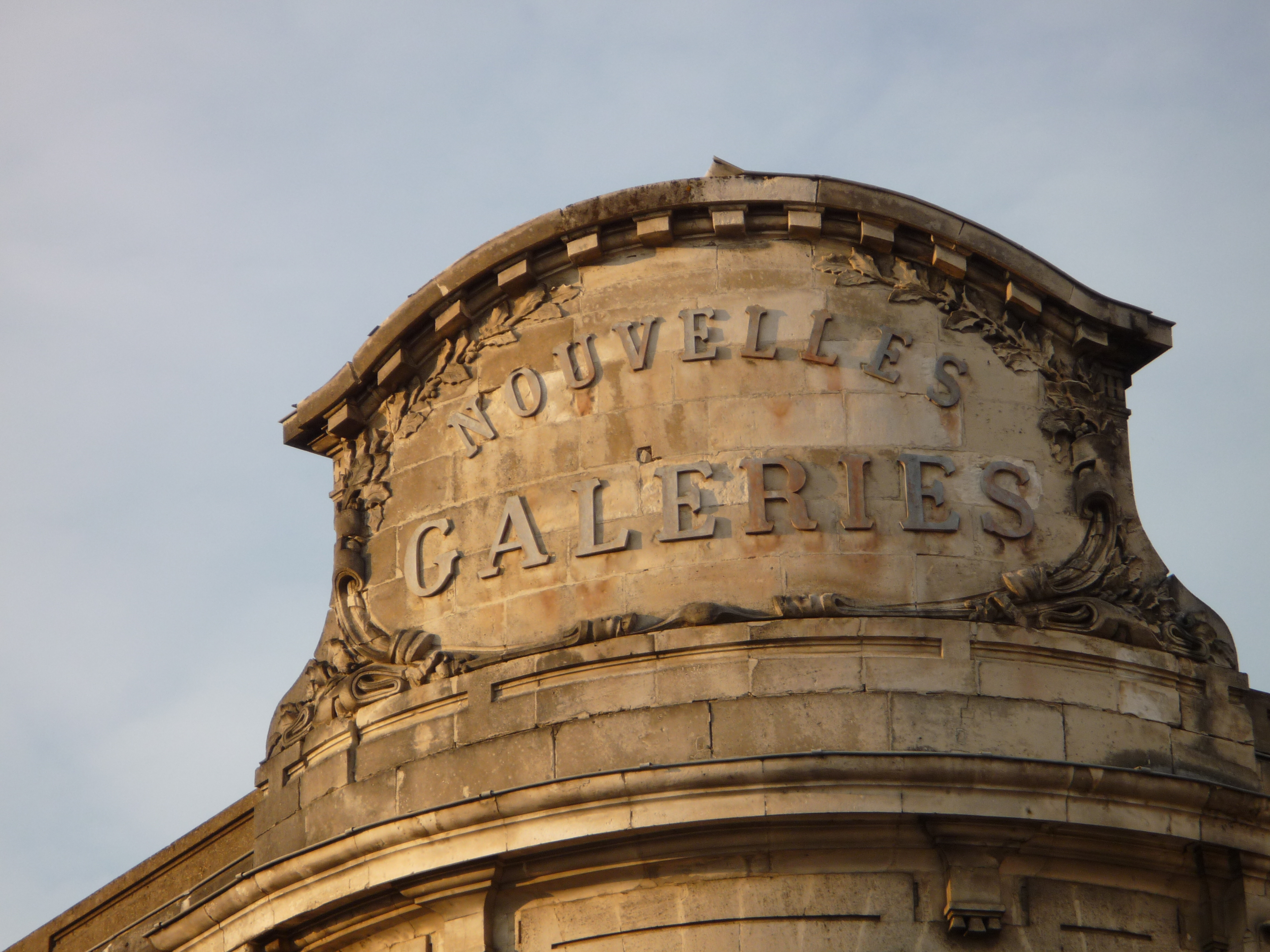
Frontón de Nouvelles Galeries de Mont-de-Marsan.

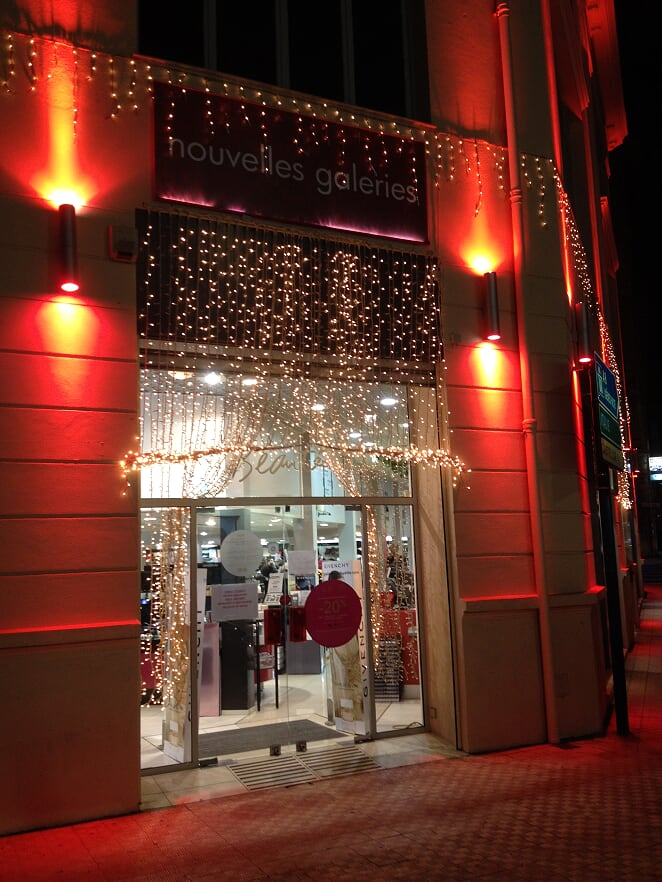
Nouvelles Galeries en Menton en 2014.

Nouvelles Galeries fue una cadena comercial francesa propiedad de Galeries Lafayette. Fundada en 1897 como Société Française des Grands Bazars et Nouvelles Galeries, la cadena tuvo tiendas en toda Francia, pero desde 2017 solo tiene una tienda en Langon, propiedad de Galeries Lafayette.

## Historia
El 20 de abril de 1899, la Société Française des Grands Bazars et Nouvelles Galeries cambió su nombre por el de Société Française de Nouvelles Galeries, presidida por Nicolas Canlorbe, esposo de la hija del fundador, Charles Démogé. 
En 1928, Nouvelles Galeries lanzó una cadena de tiendas de bajo coste denominada Uniprix, que andando el tiempo se hizo muy popular en Francia. La marca sería comprada en 1997 por Monoprix, su competidor del Grupo Galeries Lafayette.
En 1971, Nouvelles Galeries comenzó a trabajar con tarjetas de crédito al consumo, y en 1979, la marca se abrió a los seguros.
Con el fin de hacer frente a un oferta pública de adquisición, se vendió la sede de París -entre otras cosas- y el edificio de Nouvelles Galeries (incluidos los servicios de la sede) fusionados con el Grupo Galeries Lafayette en 1983.
A principios de la década de 1980, el grupo SFNGR (Société Française des Nouvelles Galeries réunies) estaba formado por alrededor de 160 tiendas ubicadas en los centros de otras tantas ciudades francesas, que empleaban a unas 25.000 personas. Entre sus aportaciones, estaba la nueva marca Centre Maison Jardin (CMJ), que contaba con hasta 30 tiendas, ocupando los antiguos almacenes de Nouvelles Galeries ubicads en los centros de las ciudades.  NG, Nouvelles Galeries, también desarrolló una marca de productos frescos (Mirbell), otra de productos secos (Mirbel) y una empresa de electrodomésticos y productos electrónicos. Además, se creó una marca interna bajo el nombre " Nogamatic" (acrónimo "Noga",  iniciales del nombre del distribuidor, Nouvelles Galeries). Además, el Grupo creó su propia sociedad financiera. La antigua sede ocupaba una manzana completa en el número 66 de la rue des Archives, en París. El grupo había establecido, antes de 1986, un sistema de 3 plataformas comunes para abastecer sus 160 tiendas, ubicadas en París, Lyon y Burdeos, y tenía una empresa especializada en la importación de productos extranjeros llamada "Sonac" (Société national commercial).
La sede del Groupe Nouvelles Galeries tenía su propio laboratorio de pruebas (alimentos y todos los productos combinados, incluida la electrónica), su imprenta integrada, su plataforma informática de alta tecnología. La sede de París acogió presentaciones de colecciones de todos los productos vendidos en las tiendas, así como en la oficina central de compras. 
El Grupo Galeries Lafayette abandonó gradualmente la marca y las últimas 16 tiendas se vendieron en 1997. 
En 2005, mientras que solo 10 tiendas Nouvelles Galeries seguían en funcionamiento en Francia, el director general del Groupe Galeries Lafayette, Paul Delaoutre, anunció la desaparición completa de la marca Nouvelles Galeries a finales de 2007.
En 2017, solo la localidad de Langon conserva una tienda de la marca Nouvelles Galeries.

## Tiendas
| Localidad            | Fecha apertura                                                                                              | Fecha cierre            | Dirección                                                                                   | Notas |
| -------------------- | --- | ----------------------- | ------------------------------------------------------------------------------------------- | --- |
| Agén                 | ? |                         | 72, boulevard de la République                                                              | Renombrada Galeries Lafayette. |
| Alençon              | 1965 | 1985                    | rue du Pont-Neuf                                                                            | Desde 1844 a 1965 operó como Gagne-petit. |
| Amiens               | 1900 |                         | rue des Trois-Cailloux                                                                      | Convertida en FNAC en 2002, pasó en 2005 a la marca Galeries Lafayette. |
| Angers               | 1901 |                         | rue d'Alsace/place du Ralliement                                                            | 5 700 m2. |
| Angulema             | ? |                         | 10, rue René-Goscinny                                                                       | Renombrada Galeries Lafayette. |
| Annecy               | Febrero de 1969                                                                                             |                         | Avenue Parmelan                                                                             | Renombrda Galeries Lafayette. |
| Arrás                | ca. 1920 (Galeries Modernes)                                                                                | 1997                    | 35 Rue Ernestale, 62000 Arras                                                               | Adquirida por Nocibé y más tarde Promod |
| Auch                 | ? |                         | place Jean David/rue Gambetta                                                               | Convertido en Centro de Empresas |
| Aviñón               | 1904 |                         | rue de la République                                                                        | Adquirida por Sephora y McDonald’s |
| Bédarieux            | 1909 or 1910                                                                                                |                         |                                                                                             | Creada por el padre de Roger Peyrefitte. |
| Belfort              | ? |                         | 24, faubourg de France                                                                      | Centro comercial de Galeries Lafayette. |
| Biarritz             | ? |                         | 17-19 Place Georges-Clemenceau                                                              | Renombrado Galeries Lafayette. |
| Bourges              | ? |                         | 6-8 rue Moyenne                                                                             | Adquirido por FNAC y H&M. |
| Burdeos              | 1984 | 2000                    | rue Sainte-Catherine                                                                        | Adquirido por FNAC, H&M, Sephora y Go Sport. |
| Boulogne-sur-Mer     | ? | 2003                    | 57 rue Thiers                                                                               | Adquirido por H&M, SPAR y otras marcas. |
| Beauvais             | ? |                         | Place Jeanne Hachette                                                                       | Centro comercial de Galeries Lafayette. |
| Bergerac             | ? | 1999                    | Rue de la Résistance, Place Gambetta y Rue Mounet-Sully                                     | 3 centros comerciales |
| Brive-la-Gaillarde   | 1967 | 2000                    |                                                                                             | Adquirido por Casino. |
| Bron                 | 1964 |                         | Boulevard Pinel                                                                             | Renombrado Galeries Lafayette. |
| Caen                 | 1954 |                         | 108-114, boulevard Maréchal-Leclerc (1944); 86-92, rue Saint-Jean ; 13-15, rue de Bernières | Centro comercial de Galeries Lafayette. |
| Chalon-sur-Saône     | Before 1906                                                                                                 |                         | Boulevard de la république                                                                  | Rebranded to Galeries Lafayette. |
| Châteauroux          | 1899 | 2005                    | 41, rue Victor-Hugo                                                                         | |
| Clermont-Ferrand     | ? |                         | Place de Jaude                                                                              | Ex Galeries de la Jaude, Centro comercial de Galeries Lafayette. |
| Coutances            | ? | Early 2000s             | Place du Parvis Notre-Dame                                                                  | The Galeries de Coutances existed before the war and will be built to become the Nouvelles Galleries. At the time of its closure, it was the group's smallest non-franchise store. |
| Dax                  | |                         | Rue Saint Vincent                                                                           | Renombrada Galeries Lafayette. |
| Dijon                | 1924 |                         | 41-49, rue de la Liberté                                                                    | En n 1955, pasó a llamarse Galeries Lafayette. |
| Dunkerque            | ? | 1980                    | Boulevard Alexandre III                                                                     | Centro comercial |
| Douai                | 1952 | 1988                    | Place d'Armes                                                                               | Demolished from 1992 to 1993, replaced by Passage Gayant |
| Douai                | the 50's | late 1980s              | Place du Dauphin                                                                            | Replaced by a shopping mall |
| Évreux               | 1871 (Art Deco building)                                                                                    | 25 de diciembre de 1996 | 18 rue de la Harpe                                                                          | 2,936 m2 Occupied by Forum in 2002; then Chapitre (closed in 2014); Jennyfer, Cache Cache, Cash Express (replaces Vidéo Game), Basic Fit fitness room. Armand Frydman is the owner of the walls of the complex.                                                                                        |
| Évry                 | 1975 |                         | fr                                                                                          | Rebranded to Galeries Lafayette. |
| Fontainebleau        | 1913 |                         | fr                                                                                          | |
| Grenoble             | 1939 | 1993                    | 12, place Grenette                                                                          | Resumption of Galeries Modernes' in 1939. Change to Galeries Lafayette brand on September 10, 1993. |
| Grenoble             | ? |                         | 13, boulevard Maréchal Foch                                                                 | Replaced by an Intermarché. |
| Grenoble             | 1975 | 1990                    | Grand'Place                                                                                 | The brand closed its doors in the 1980s, only the food section was taken over by the fr brand, absorbed by the fr in 1990, (a subsidiary of the Groupe Casino since 1992), the Grand'Place store closed definitively in 1990.                                                                          |
| Guéret               | 1990 | 2009                    | 2 Grande Rue                                                                                | Trade in various articles, then clothing, leather goods and fashion accessories |
| La Flèche            | ? | 1993                    | rue Carnot                                                                                  | Shops, homes and offices. |
| La Roche-sur-Yon     | ? |                         | Rue Georges-Clemenceau                                                                      | Rebranded to Galeries Lafayette. |
| Langon               | 1966 (?) |                         | 1 Place du Général-de-Gaulle                                                                | Open |
| Laval                | 1920 | 2002                    | Rue du Général-de-Gaulle                                                                    | BNP Paribas will open a 400 m2 agency there less than a year later, while the Douglas perfumery will take over the 1st floor and the annex on the right. It was not until June 2008 that the Player store, which recently became Player One, moved into the last part, at the rear, rue des Maréchaux. |
| Le Havre             | 1954 | 1999                    | rue de Paris                                                                                | In 2003, the Nouvelles Galeries were divided into several stores, some of which are closed to this day. Today, there is the La Galerne bookstore, Roche Bobois. The floors are allocated to offices.                                                                                                   |
| Le Mans              | 1905 |                         | Rue des Minimes                                                                             | Closed |
| Lens                 | 1963 | late 1980s              | Boulevard Basly                                                                             | Replaced by different brands |
| Les Sables-d'Olonne  | |                         |                                                                                             | |
| Lille                | October 1965                                                                                                | 1985                    | Rue Nationale                                                                               | Restaurant on the top floor, with dishes arriving on conveyor belts |
| Limoges              | ? | ?                       | boulevard Carnot and rue Porte-Tourny                                                       | Rebranded to Galeries Lafayette. |
| Lisieux              | 2 de agosto de 1972                                                                                         | 31 de enero de 2008     | Rue des Mathurins                                                                           | Store replaced by the Les Mathurins shopping mall |
| Lorient              | 1905 | 1997                    | 10 place Alsace-Lorraine                                                                    | Installation of the Nouvelles Galeries store (rue des Fontaines) in 1905. Passage under the Galeries Lafayette brand in 1997. |
| Marseille            | ? |                         |                                                                                             | Nouvelles Galleries burned in 1938 then rebuilt within the Center Bourse. Passage under the Galeries Lafayette brand |
| Metz                 | 1967 |                         | 4 rue Winston-Churchill                                                                     | Passage under the Galeries Lafayette brand, FNAC opening in the basement in 2012 |
| Millau               | ? | ?                       | Place du Mandarous                                                                          | Replaced by La Halle aux vêtements |
| Montceau-les-Mines   | ? |                         |                                                                                             | Replaced by various brands: Nocibé, Okaïdi, Etam, Jacqueline Riu, Esprit |
| Montauban            | ? | 21 de mayo de 1999      | Rue Bessières                                                                               | Passage under the Galeries Lafayette brand |
| Moulins              | exists since 1900 (postcards) renovation by Lamaizière father and son; architects in Saint-Étienne in 1914. |                         | Rue d'Allier                                                                                | Replaced by a Monoprix then by Mango |
| Mulhouse             | ? |                         | 54, rue du Sauvage, near the Grands Magasins du Globe                                       | Formerly Schwab, which became Nouvelles Galeries at the end of the 1970s. Closed at the end of the 1980s, and transformed into La Galerie shopping center, with McDonald's and Fnac (and Mango, Faller, etc.) as the main brands.                                                                      |
| Montargis            | During the 1970s                                                                                            | 2005                    | Rue Dorée                                                                                   | Three-story store: Ground floor Makeup, beauty; 1st floor: KITCHEN; 2nd, 3rd floor: CHILDREN accessible via escalators. But has since disappeared. Formerly Nouvelles Galeries then Galeries Lafayettes. Currently store closed.                                                                       |
| Nantes               | ? (Formerly Decré)                                                                                          |                         | Quartier Bouffay                                                                            | Changed brand (Galeries Lafayette) following the merger with the Galeries Lafayette store on rue du Calvaire |
| Nevers               | ? |                         |                                                                                             | Closed. Replaced by various brands (Plus, Mango, Etam) |
| Niort                | |                         | Rue Victor-Hugo                                                                             | Renombrada Galeries Lafayette. |
| Orleans              | |                         | 6 rue Thiers                                                                                | Renombrada Galeries Lafayette. |
| Pau                  | ? |                         | Place Georges-Clemenceau                                                                    | |
| Périgueux            | ? | 2009                    | 7 rue de la République                                                                      | Adquirida por Benetton. |
| Quimper              | 1911 |                         | 4, Place Saint-Corentin                                                                     | Actualmente Bouchara. |
| Ruan                 | |                         | 25 rue Grand-Pont                                                                           | |
| Saint-Claude         | 1988 | 2009                    | 29 rue du Pré                                                                               | Centro comercial de Etam, Beauty Success, Jennyfer, Cache Cache, Morgan, Scottage, Z, Celio, Eram (2009). |
| Saint-Étienne        | 1985 | 2005                    | 15 rue Gambetta                                                                             | Adquirida por H&M. |
| Saint-Laurent-du-Var | 1969 |                         |                                                                                             | Centro comercial de Galeries Lafayette. |
| Saint-Nazaire        | 1960 | 1990                    | 36 avenue de la République                                                                  | Adquirido por Intersport y 5e avenue. |
| Saint-Quentin        | 1904 | 1988                    |                                                                                             | 2 edificios |
| Sarreguemines        | 1969 | 1992                    | Chaussée de Louvain                                                                         | |
| Tarbes               | ? |                         | Rue Maréchal-Foch                                                                           | 4 500 m2. Centro comercial de Galeries Lafayette. |
| Thionville           | 1964 | 2005                    | 50 rue de Paris                                                                             | 10 000 m2 |
| Toulouse             | 1962 |                         | Rue Lapeyrouse                                                                              | Centro comercial de Galeries Lafayette (2005) |
| Valence              | ? | 2001                    | Boulevard du Général-De-Gaulle                                                              | |

## Incidentes
El 4 de octubre de 1972, un individuo disparó contra clientes de Nouvelles Galeries en Angulema con un rifle Winchester matando a cuatro personas (tres niños y una mujer) e hiriendo a otras seis.